# Chevagnes
Chevagnes település Franciaországban, Allier megyében. Lakosainak száma 635 fő (2022. január 1.). Chevagnes Beaulon, La Chapelle-aux-Chasses, Chézy, Lusigny, Paray-le-Frésil és Thiel-sur-Acolin községekkel határos.

## Népesség
A település népességének változása:
| Lakosok száma | 785  | 719  | 729  | 701  | 675  | 672  | 663  | 656  | 648  | 635  |
|               | 1968 | 1982 | 1990 | 2006 | 2013 | 2015 | 2017 | 2019 | 2020 | 2022 |